# Fodros kel
A fodros kel vagy leveles kel (Brassica oleracea convar. acephala var. sabellica) a vadkáposzta (Brassica oleracea) egy termesztett változata.

## Felhasználása

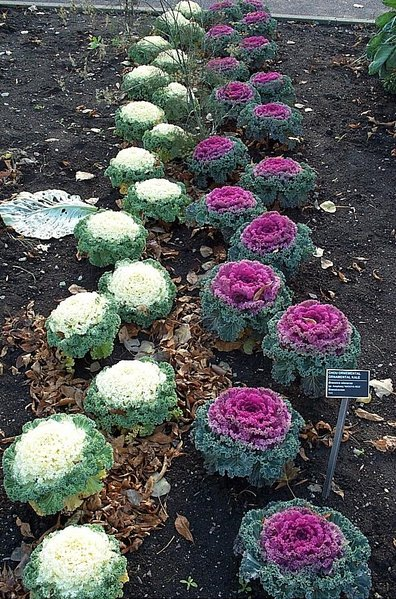
Virágzó fodroskelek

A kelkáposztára emlékeztet. Hosszú szárán fodros, jellegzetes leveleket hoz. Sokoldalúan felhasználható a főzésben, bár többnyire főzelék vagy levesféle készül belőle, rakott kelnek is jó. Dekoratív külleme miatt dísznövényként is termesztik.

## Leírása
Gyökere gyorsan fásodó karógyökér, amely alul néhány vastagabb oldalgyökérre ágazik. A mélyre hatoló gyökérzet biztos tartást ad a nagy zöldtömegnek. A szár hossza fajtánként változó: 80–170 cm. 14–20 levelet hoz a szár hosszán egyenletesen. Levélnyele majdnem olyan hosszú, mint maga a kékeszöld, viaszos levél. A második évben hoz virágot és magot; a virágszár akár 2 m-re is megnőhet. A méhek nagyon kedvelik a virágát, mert sok pollent, sok és nagyon cukros nektárt termel. Magjai körülbelül 1 mm-esek, gömb alakúak, sötétbarnák.

## Termesztése
A bimbós kel mellett a másik leghidegtűrőbb káposztaféle. A nyári meleget is jól tűri, fejlődését a hőmérséklet ingadozása alig befolyásolja. Hazánkban a leghidegebb teleken sem fagy ki. Félárnyékban vagy vonuló árnyékban is megmarad. A káposztafélék közül a legkevesebb vizet igényli; helyenként akár öntözés nélkül is termeszthető. Szinte bármilyen talajon termeszthető. Tápanyagigénye jelentős.